# Húnaþing vestra
Húnaþing vestra (kiejtése: ˈhuːnaˌθiŋk ˈvɛstra) önkormányzat Izland Északnyugati régiójában, amely 1998. június 7-én jött létre Vestur-Húnavatnssýsla megye önkormányzatainak (Staðarhreppur, Fremri-Torfustaðahreppur, Ytri-Torfustaðahreppur, Kirkjuhvammshreppur, Hvammstangahreppur, Þverárhreppur és Þorkelshólshreppur) egyesülésével. 2012-ben összevonták Bæjarhreppur megyével.
2021-ben javasolták Húnaþing vestra, Stykkishólmsbær és Helgafellssveit Dalabyggðhez csatolását.

## Fordítás
- Ez a szócikk részben vagy egészben  a   Húnaþing vestra című izlandi Wikipédia-szócikk ezen változatának fordításán alapul.  Az eredeti cikk szerkesztőit annak laptörténete sorolja fel. Ez a jelzés csupán a megfogalmazás eredetét és a szerzői jogokat jelzi, nem szolgál a cikkben szereplő információk forrásmegjelöléseként.